# Kang Hee-chan
Kang Hee-chan (5 ottobre 1970) è un ex tennistavolista sudcoreano.

## Carriera
All'apice della propria carriera giunse sul terzo gradino del podio nel doppio alle Olimpiadi di Barcellona 1992, al fianco del connazionale Lee Chul-seung.